# Kehila
Koordinaten: 58° 25′ N, 22° 3′ O
Kehila (deutsch Keggul) ist ein Dorf (estnisch küla) auf der größten estnischen Insel Saaremaa. Es gehört zur Landgemeinde Saaremaa (bis 2017: Landgemeinde Kihelkonna) im Kreis Saare.

## Einwohnerschaft, Lage und Geschichte
Das Dorf hat sechs Einwohner (Stand 31. Dezember 2011). Es liegt dreißig Kilometer nordwestlich der Inselhauptstadt Kuressaare.
Es wurde erstmals 1570 unter dem Namen Kevell urkundlich erwähnt.

## Museum
Auf dem Bauernhof Miilaste (Miilaste talu) befindet sich ein kleines Museum. Es befasst sich vor allem mit der Schifffahrt auf der Ostsee und dem traditionellen Fischfang in der Region.